# 李賢 (豊城侯)
李 賢（り けん、生年不詳 - 景泰2年11月8日（1451年11月30日））は、明代の功臣の子孫。本貫は濠州定遠県。

## 生涯
李彬の子として生まれた。永楽21年（1423年）2月、豊城侯の爵位を嗣いだ。宣徳3年（1428年）、宣徳帝の北巡に従い、帰還すると永寧・隆慶の諸城を修築した。宣徳8年（1433年）5月、行在前府を管掌した。
正統2年（1437年）2月、征西前将軍・総兵官となり、大同に駐屯した。正統6年（1441年）10月、太監の劉寧とともに長江沿岸の堤防修築工事を監督した。正統11年（1446年）12月、南京中府を管轄した。景泰元年（1450年）5月、南京を守備した。
景泰2年11月壬寅（1451年11月30日）、死去した。成化10年（1474年）3月、豊国公に追封された。諡は忠憲といった。
子の李勇が豊城侯の爵位を嗣いだ。